# László Bödör
Pour les articles homonymes, voir Bödör.
László Bödör, né le 17 août 1933 à Budapest, est un footballeur international hongrois évoluant au poste d'attaquant. 
Il fait notamment partie des 22 joueurs retenus pour disputer la Coupe du monde 1962.

## Palmarès
| Compétitions internationales                                                       | Compétitions nationales                                                                       |
| - Coupe Mitropa (2) - Vainqueur : 1955, 1963 - Coupe des coupes - Finaliste : 1964 | - Championnat de Hongrie (1) - Champion : 1958 - Vice-champion : 1954, 1955, 1957, 1959, 1963 |